# 19927 Rogefeldt
19927 Rogefeldt è un asteroide della fascia principale. Scoperto nel 1980, presenta un'orbita caratterizzata da un semiasse maggiore pari a 3,1118998 au e da un'eccentricità di 0,0898324, inclinata di 8,85856° rispetto all'eclittica.